# Ancre (affluent de la Dives)
Pour les articles homonymes, voir Ancre.
L’Ancre est une rivière française, affluent droit du fleuve la Dives, dans le département du Calvados, en région Normandie.

## Géographie
L'Ancre prend sa source dans la commune d'Annebault, à l'altitude 136 mètres, au lieu-dit le Ravinet. Dans sa partie haute, elle est nommée ruisseau de Saint-Rémi puis ruisseau de la planche Noël. Elle conflue avec la Dives, à l'altitude 3 mètres, entre Brucourt et Varaville après un parcours de 16,8 km à l'ouest du pays d'Auge.

### Communes et cantons traversés

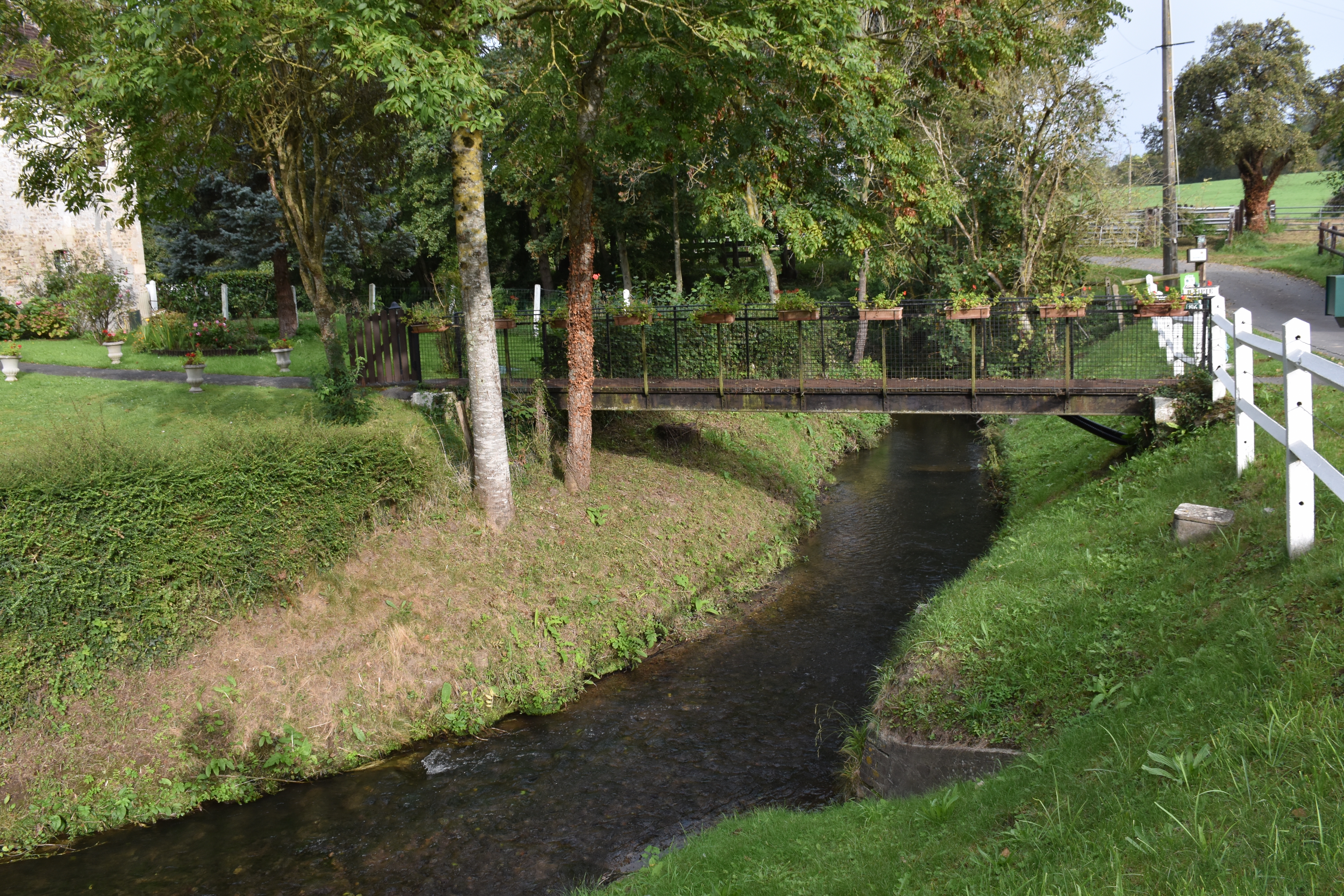
L'Ancre dans la traversée d'Angerville.

Dans le département du Calvados, l'Ancre traverse les neuf communes suivantes, dans deux cantons, dans le sens amont vers aval, d'Annebault (source), Danestal, Cresseveuille, Heuland, Dozulé, Angerville, Cricqueville-en-Auge, Brucourt et Varaville (confluence).
Soit en termes de cantons, l'Ancre prend sa source dans le canton de Dozulé et conflue dans le canton de Cabourg, dans l'arrondissement de Lisieux.

### Bassin versant
Le bassin versant de l'Ancre est voisin des bassins de deux courts fleuves côtiers au nord, le Drochon et le ruisseau de Saint-Vaast. L'est est limitrophe du bassin de la Touques et le sud de celui du Doigt, autre affluent de la Dives. Le confluent avec cette dernière est à l'ouest du bassin.

### Hydrographie

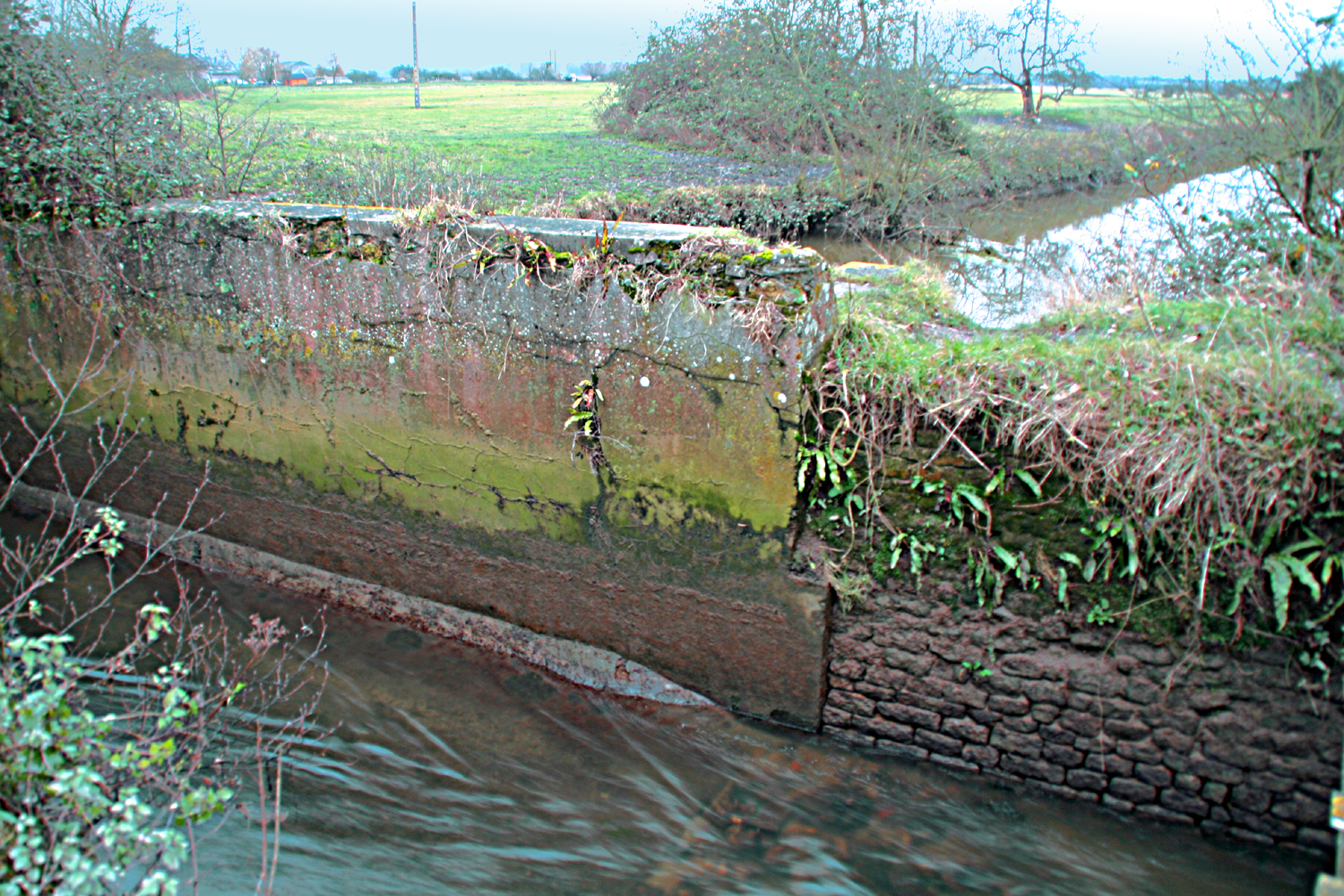
Le siphon du Grand Canal sous la rivière l'Ancre

L'Ancre après être descendue de la cuesta de la Dives serpente dans les marais de la Dives. Pour lui permettre de continuer à se jeter dans la Dives, le Grand canal (14,7 km) de drainage croise le cours de l'Ancre en passant sous la rivière par l'intermédiaire d'un siphon.

## Affluents
L'Ancre a plusieurs affluents contributeurs :
- le ruisseau Douet Champion (rd[note 1]), 3,2 km sur les tris communes de Branville, Danestal et Heuland avec un affluent :
- le ruisseau de la Fontaine Galleville (rd), 1,8 km sur la commune de Heuland.
- le ruisseau du Vaudeuil (rg), 1,5 km, sur la commune de Cresseveuille.
- le ruisseau de Caudemuche (rg), ou Caude Muche[3], 3,9 km, sur cinq communes : Angerville, Beaufour-Druval, Cresseveuille, Saint-Jouin, et Saint-Léger-Dubosq.
- le ruisseau Saint-Léger Dubosq (rg), 5 km, sur trois communes : Dozulé, Saint-Jouin et Saint-Léger-Dubosq.

Par contre, Géoportail signale aussi un affluent :
- le ruisseau de la Fontaine Gauthier (rg), à la limite des communes de Danestal et Annebault.

### Rang de Strahler
Donc le rang de Strahler de l'Ancre est de deux.

## Hydrologie
Son régime hydrologique est dit pluvial océanique.

### L'Ancre à Cricqueville-en-Auge
Une station hydrologique est implantée à Cricqueville-en-Auge, à l'altitude 6 mètres, depuis le 1er septembre 1969 , avec un bassin versant de 57,1 km2.
À cet endroit, le module est de 0,454 m3/s.

### Étiage ou basses eaux
À l'étiage, c'est-à-dire aux basses eaux, le VCN3, ou débit minimal du cours d'eau enregistré pendant trois jours consécutifs sur un mois, en cas de quinquennale sèche s'établit de 0,130 m3/s.

### Crues
Le QIX 2 est de 7,0 m3/s, le QIX 5 est 8,8 m3/s, le QIX 10 est de 10,0 m3/s, le QIX 20 est de 11,0 m3/s et le QIX 50 est de 13 m3/s.
Le débit de crue instantané maximal enregistré est de 10 m3/s le 23 novembre 1987, alors que le débit journalier maximal est de 7,13 m3/s le 7 novembre 2000, la hauteur maximale instantanée a été de 2 000 mm soit 2,00 m le 21 juin 1973.

### Lame d'eau et débit spécifique
La lame d'eau écoulée dans cette partie du bassin versant de la rivière est de 252 millimètres annuellement, ce qui est légèrement au-dessous de la moyenne en France, à 300 mm/an. Le débit spécifique (Qsp) atteint 8,0 litres par seconde et par kilomètre carré de bassin.

## Aménagements et écologie

### Pêche
L'Ancre est classée en 1re catégorie entre le pont de Danestal et son embouchure avec la Dives.

### Faune
L'Ancre compte des sites de frayères de truite de mer (Salmo trutta trutta) et de lamproie de rivière (Lampetra fluviatilis).

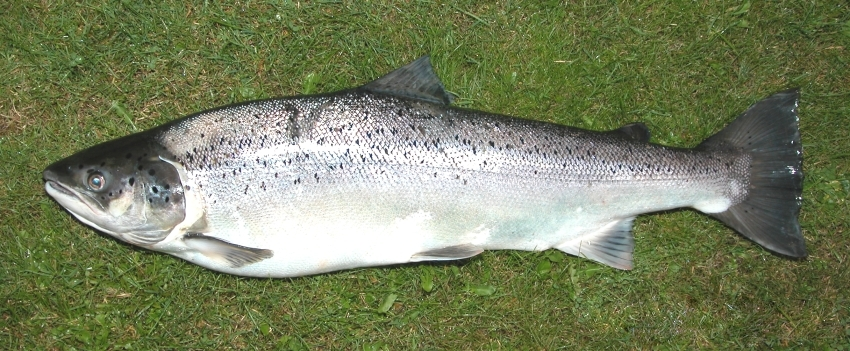
truite de mer
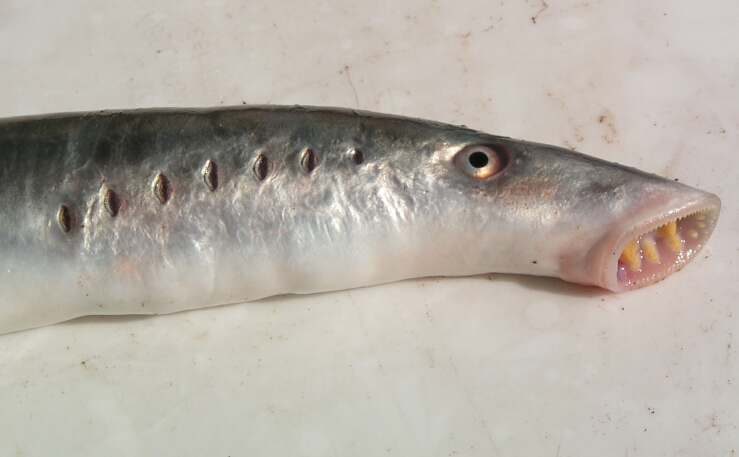
lamproie de rivière